# Gulf Saint Vincent
Der Gulf Saint Vincent ist ein etwa 145 Kilometer langer und 75 Kilometer breiter Einschnitt des Indischen Ozeans an der Küste des australischen Bundesstaates South Australia. Im Südosten wird er von der Fleurieu-Halbinsel begrenzt, im Westen durch die Halbinsel Yorke Peninsula vom Spencer Gulf getrennt. Dem Gulf Saint Vincent vorgelagert ist die Insel Kangaroo Island.
Adelaide, die Hauptstadt des Bundesstaates South Australia, liegt an der Ostküste der Bucht. Andere größere Städte sind Ardrossan, Port Wakefield, Edithburgh und Port Vincent.
Der Golf wurde 1802 von dem englischen Entdecker Matthew Flinders mit seinem Schiff Investigator entdeckt und zu Ehren des Admirals John Jervis, 1. Earl of St. Vincent benannt.
Im Golf leben zahlreiche Krustentiere und Vielborster, Seegurken und Seeigel. Das Benthos wird von weichen Sedimentablagerungen gebildet, die im Bereich der Mündung des Port River von Seegrasgewächsen besiedelt sind. 